# Боморо ле Мен
Боморо ле Мен (фр. Bosmoreau-les-Mines) насеље је и општина у централној Француској у региону Лимузен, у департману Крез која припада префектури Гере.
По подацима из 2011. године у општини је живело 248 становника, а густина насељености је износила 27,52 становника/km². Општина се простире на површини од 9,01 km². Налази се на средњој надморској висини од 430 метара (максималној 515 m, а минималној 390 m).

## Демографија
| 1962. | 1968. | 1975. | 1982. | 1990. | 1999. | 2011. |
| ----- | ----- | ----- | ----- | ----- | ----- | ----- |
| 414   | 444   | 377   | 301   | 249   | 272   | 248   |

График промене броја становника у току последњих година